# Colembert
Colembert és un municipi francès situat al departament del Pas de Calais i a la regió dels Alts de França. L'any 2007 tenia 730 habitants.

## Demografia

### Població
El 2007 la població de fet de Colembert era de 730 persones. Hi havia 251 famílies de les quals 32 eren unipersonals (16 homes vivint sols i 16 dones vivint soles), 81 parelles sense fills, 130 parelles amb fills i 8 famílies monoparentals amb fills.
La població ha evolucionat segons el següent gràfic:
Habitants censats

### Habitatges
El 2007 hi havia 263 habitatges, 250 eren l'habitatge principal de la família, 5 eren segones residències i 7 estaven desocupats. 253 eren cases i 6 eren apartaments. Dels 250 habitatges principals, 167 estaven ocupats pels seus propietaris, 75 estaven llogats i ocupats pels llogaters i 8 estaven cedits a títol gratuït; 2 tenien una cambra, 7 en tenien dues, 35 en tenien tres, 48 en tenien quatre i 159 en tenien cinc o més. 207 habitatges disposaven pel capbaix d'una plaça de pàrquing. A 96 habitatges hi havia un automòbil i a 138 n'hi havia dos o més.

### Piràmide de població
La piràmide de població per edats i sexe el 2009 era:
| Homes | Edats   | Dones |
| ----- | ------- | ----- |
| 0     | 95 o +  | 0     |
| 0     | 90 a 94 | 0     |
| 4     | 85 a 89 | 12    |
| 0     | 80 a 84 | 0     |
| 12    | 75 a 79 | 8     |
| 16    | 70 a 74 | 8     |
| 16    | 65 a 69 | 24    |
| 4     | 60 a 64 | 8     |
| 8     | 55 a 59 | 12    |
| 8     | 50 a 54 | 12    |
| 20    | 45 a 49 | 12    |
| 36    | 40 a 44 | 28    |
| 24    | 35 a 39 | 44    |
| 36    | 30 a 34 | 24    |
| 32    | 25 a 29 | 24    |
| 4     | 20 a 24 | 32    |
| 20    | 15 a 19 | 52    |
| 44    | 10 a 14 | 24    |
| 36    | 5 a 9   | 32    |
| 8     | 0 a 4   | 32    |

## Economia
El 2007 la població en edat de treballar era de 452 persones, 346 eren actives i 106 eren inactives. De les 346 persones actives 321 estaven ocupades (184 homes i 137 dones) i 24 estaven aturades (12 homes i 12 dones). De les 106 persones inactives 23 estaven jubilades, 40 estaven estudiant i 43 estaven classificades com a «altres inactius».

### Ingressos
El 2009 a Colembert hi havia 259 unitats fiscals que integraven 755 persones, la mediana anual d'ingressos fiscals per persona era de 16.103 €.

### Activitats econòmiques
Dels 33 establiments que hi havia el 2007, 1 era d'una empresa alimentària, 12 d'empreses de construcció, 8 d'empreses de comerç i reparació d'automòbils, 5 d'empreses de transport, 1 d'una empresa d'hostatgeria i restauració, 1 d'una empresa de serveis, 4 d'entitats de l'administració pública i 1 d'una empresa classificada com a «altres activitats de serveis».
Dels 14 establiments de servei als particulars que hi havia el 2009, 1 era una gendarmeria, 1 oficina de correu, 2 tallers de reparació d'automòbils i de material agrícola, 4 paletes, 2 fusteries, 1 lampisteria, 2 empreses de construcció i 1 restaurant.
L'únic establiment comercial que hi havia el 2009 era una fleca.
L'any 2000 a Colembert hi havia 30 explotacions agrícoles que ocupaven un total de 756 hectàrees.

## Equipaments sanitaris i escolars
El 2009 hi havia una escola elemental.

## Poblacions més properes
El següent diagrama mostra les poblacions més properes.